# دانی هاینز
دانی هاینز (انگلیسی: Danny Haynes؛ زادهٔ ۱۹ ژانویهٔ ۱۹۸۸) یک بازیکن فوتبال اهل بریتانیا است.